# Петер Бешений
Петер Бешений (угор. Besenyei Péter; народився 8 червня 1956, Кьорменд) — пілот команди RedBull у серії авіаперегонів Red Bull Air Race. Має прізвисько «Бешеный» (скажений).
Виріс поруч із Будапештським аеропортом і з дитинства мріяв про польоти. У 15 років вперше піднявся у повітря на планері, у 1976 р. взяв участь у змаганнях планеристів. У 1982 р. завоював свою першу золоту медаль на Відкритому чемпіонаті Австрії з повітряної аеробики. Власник чотирьох приватних спортивних літаків (зберігаються у ангарі бувшої радянської авіабази). Поціновувач хорошого вина (має особовий винний темник).

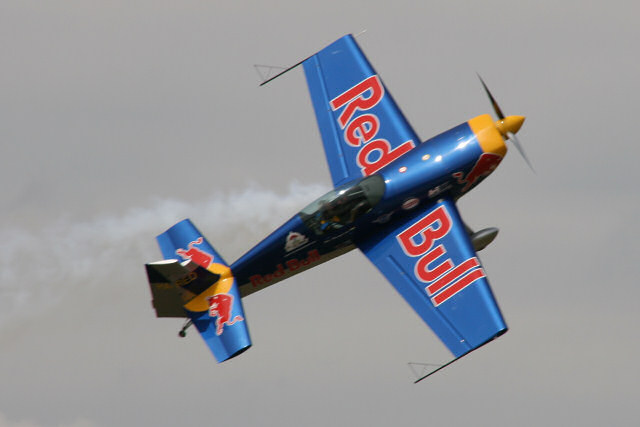
Петер Бешений пілотує Extra 300S. Kraków Air Show 2007.

Особову увагу привернув до себе трюк, виконаним Петером Бешеным у 2001 році: він пролетів під знаменитим будапештським Ланцюговим мостом шасі догори.